# Nawrahta Minye
Cette page contient des caractères spéciaux ou non latins. S’ils s’affichent mal (▯, ?, etc.), consultez la page d’aide Unicode.
Nawrahta Minye (birman နော်ရထာ မင်းရဲ, nɔ̀jətʰà mɪ́ɴjɛ́ ; 1320–1350) fut le cinquième roi de Sagaing, dans le centre-ouest de la Birmanie (République de l'Union du Myanmar). Il ne que régna sept mois, de mars à septembre 1350. Il était fils du roi Sawyun, fondateur du royaume et monta sur le trône à la mort de son demi-frère le roi Kyaswa. Il mourut à Sagaing en septembre 1350.